# Opération Jinzhou
Invasion japonaise de la Mandchourie
Batailles
Invasion japonaise de la Mandchourie
- Mukden
- Jiangqiao
- Pont de la rivière Nen
- Jinzhou
- Harbin
- Pacification du Mandchoukouo
- Rehe
- Grande Muraille
- Mongolie-intérieure (Suiyuan)

L'opération Jinzhou est menée par l'armée impériale japonaise en 1931 durant l'invasion de la Mandchourie, prémices à la seconde guerre sino-japonaise.

## Contexte
Fin novembre 1931, le général Shigeru Honjō envoie 10 000 soldats à bord de 13 trains blindés, escortés par un escadron de bombardiers, en direction de Jinzhou à partir de Mukden. Cette force parcourt 30 km avant de recevoir l'ordre de se replier. L'opération est annulée par le ministre de la Guerre Jirō Minami, après l'acceptation d'une forme modifiée d'une proposition de la Société des Nations pour l'établissement d'une zone démilitarisée entre la République de Chine et la Mandchourie en attendant une future conférence de paix sino-japonaise organisée par le gouvernement civil du Premier ministre Wakatsuki Reijirō à Tokyo.
Néanmoins, les deux camps échouent à trouver un accord durable. Le gouvernement Wakatsuki chute peu de temps après et est remplacé par celui d'Inukai Tsuyoshi. De nouvelles négociations avec le Kuomintang échouent également et le gouvernement japonais en vient à approuver l'augmentation des forces militaires en Mandchourie. En décembre, les restes de la 20e division d'infanterie, avec la 38e brigade mixte de la 19e division d'infanterie, sont envoyés en Mandchourie à partir de la Corée, tandis que la 8e brigade mixte de la 10e division d'infanterie est envoyée à partir du Japon.
Après la défaite du général Ma Zhanshan au Heilongjiang, et dans l'anticipation de l'arrivée de renforts, une nouvelle offensive japonaise est lancée en Mandchourie le 21 décembre. Le général Honjō insiste pour que ses troupes partent « nettoyer le pays des bandits » et ajoute que l'évacuation chinoise de Jinzhou est « absolument impérative ». La plupart des « bandits » sont en fait des membres des armées de volontaires anti-japonaises, mais quelques vrais bandits exploitent le chaos régnant dans la région depuis la chute du gouvernement chinois et de son armée du Nord-Est après l'incident de Mukden et l'invasion japonaise de la Mandchourie.

## Avance japonaise
Alors que les autres troupes japonaises et les forces mandchoues collaborationnistes sortent de leurs bases situées le long des voies du chemin de fer de Mandchourie du Sud pour nettoyer les campagnes, à partir de Mukden, le quartier-général japonais de Mandchourie, les brigades de la 12e division d'infanterie avance vers le sud dans la nuit, soutenues par des escadrons de bombardiers pour forcer les Chinois à évacuer Jinzhou.
Les Japonais estiment la garnison chinoise de Jinzhou à 84 000 hommes, avec 58 pièces d'artillerie en soutien de deux systèmes de tranchées séparés. La première ligne de défense chinoise, au nord de la ville, est une série de tranchées destinées à stopper l'avance japonaises au pont de la rivière Taling le long de la voie ferrée Peiping-Mukden. Les Chinois ont une seconde ligne de défense de tranchées et de fortifications encerclant complètement Jinzhou pour se replier si les forces japonaises brisent la première ligne.
Les troupes du général Jirō Tamon avancent prudemment vers le sud à partir de Mukden. La température est de −30 °C et les forces japonaises sont habillées de blanc pour se camoufler. Les avions de reconnaissance japonais repèrent une troupe d'au moins 3 000 « bandits » chinois prête à défendre le comté de Panshan. Après avoir déloger ces tirailleurs chinois par des affrontements mineurs, Tamon se prépare à rencontrer la première résistance chinoise sérieuse, qu'il attend à Goubangzi, à 50 km au nord de Jinzhou.
Dans la soirée du 31 décembre 1931, l'avant-garde japonaise se trouve à 15 km de Jinzhou sur les berges de la rivière Taling. Le général Tamon s'arrête temporairement pour regrouper sa 2e division avant l'assaut final sur Jinzhou. Le ministère japonais de la Guerre annonce à la radio le début de la « bataille de la rivière Taling » et installe des microphones derrière les lignes japonaises pour diffuser le bruit de la bataille jusqu'à Tokyo, mais il doit couper la retransmission car les Chinois se replient sans combattre.
Les forces japonaises occupent ainsi Jinzhou le 3 janvier 1932, tandis que la population locale a hissé le drapeau japonais dans la nuit pour apaiser les conquérants.

## Conséquences
Du côté chinois, la confusion règne. L'ancien gouvernement de Tchang Kaï-chek à Nankin chute et un nouveau prend forme sous la direction de Sun Ke. De plus, les troupes de Zhang Xueliang se replient en ordre dispersé au-delà de la Grande Muraille, ne laissant qu'une petite garnison pour protéger les quelques fonctionnaires restés derrière. À Nankin, Eugène Chen, le nouveau ministre des Affaires étrangères du Kuomintang, certifie que son gouvernement n'a jamais ordonné l'évacuation de Jinzhou, mais, au contraire, a ordonné plusieurs fois au général Zhang de défendre la ville. Neuf généraux chinois de diverses régions de Chine accusent le nouveau gouvernement de Sun Ke d'être responsable de la perte humiliante de Jinzhou sans combattre.
Le jour suivant la chute de Jinzhou, l'armée impériale japonaise occupe Shanhaiguan, achevant ainsi le contrôle militaire du sud de la Mandchourie.